# كية لاين

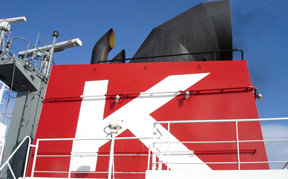
سفينة كومة من K Line "جسر فنسنت توماس"

شركة Kawasaki Kisen Kaisha المحدودة (川 崎 汽船 株式会社 ، Kawasaki Kisen Kabushiki-gaisha ، تحمل علامة "K" Line ، منمقة باسم "K" LINE) هي شركة نقل يابانية. تمتلك أسطولًا يشمل سفن البضائع الجافة (ناقلات البضائع السائبة) ، وسفن الحاويات ، وناقلات الغاز الطبيعي المسال ، وسفن Ro-Ro ، والناقلات ، ومحطات الحاويات. اعتادت أن تكون رابع عشر أكبر شركة نقل وشحن للحاويات في العالم ، قبل أن تصبح جزءًا من Ocean Network Express.

## روابط خارجية
- الموقع الرسمي